# Miyanda Maseti
Miyanda Maseti (* 26. Juli 2005 in Johannesburg) ist eine südafrikanische BMX-Rennfahrerin.

## Sportlicher Werdegang
Maseti stammt aus Ugie im Distrikt Joe Gqabi. Sie fing im Alter von 10 Jahren nach dem Vorbild ihres Bruders mit dem BMX-Fahren an und gewann als Heranwachsende regelmäßig den nationalen Meistertitel ihrer jeweiligen Altersklasse. Um stärker zu werden, fuhr sie auch Rennen gegen gleichaltrige Jungen.
Bei den BMX-Rennsport-Weltmeisterschaften 2022 kam Maseti in der Juniorinnen-Kategorie ins Viertelfinale. 2023 wurde sie zu einem Lehrgang beim Centre Mondial du Cyclisme in Aigle eingeladen. 2024 war sie erstmals in der Elite startberechtigt und gewann auf Anhieb die Afrika-Meisterschaften. In der Folge vertrat sie Südafrika im olympischen BMX-Rennen 2024.

## Erfolge
2024
 Afrikameisterin
2025
 Afrikameisterin